# Anke Molkenthin
Anke Molkenthin (* 26. Mai 1962 in Berlin) ist eine deutsche Läuferin und Ruderin.

## Leben und Wirken
Als Extremsportlerin errang sie zwischen 1988 und 2007 zahlreiche Siege in Marathon-, Ultralangstrecken, Duathlon- und Berglauf-Wettkämpfen (u. a. Platz 1 im Swiss Alpine Marathon 1988 und im Marathon des Sables 1996). Aufgrund einer fortschreitenden Dystonie im linken Bein musste Molkenthin ihre Laufkarriere beenden.
Nach ihrem Einstieg im Rudersport gewann sie in den Jahren 2009, 2010 und 2011 bei den Ruder-Weltmeisterschaften jeweils Bronze im Para-Mixed-Vierer. 2012 gewann Molkenthin mit Katrin Splitt, Astrid Hengsbach, Tino Kolitscher und Kai Kruse im Mixed-Vierer Silber bei den Sommer-Paralympics in London. Für diesen Erfolg wurde ihr am 7. November 2012 von Bundespräsident Joachim Gauck das Silberne Lorbeerblatt, die höchste sportliche Auszeichnung in Deutschland, überreicht. Bei den Ruder-Weltmeisterschaften 2013 in Chungju, Südkorea, belegte sie mit Marcus Klemp im LTAMix2x hinter der Ukraine den zweiten Platz.
Anke Molkenthin lebt in Ainring und startet für den Waginger Ruderverein.